# Kucikivka, Lîseanka
Kucikivka (în ucraineană Кучківка) este un sat în comuna Iablunivka din raionul Lîseanka, regiunea Cerkasî, Ucraina.

## Demografie
Componența lingvistică a localității Kucikivka
     Ucraineană (98,55%)
Conform recensământului din 2001, majoritatea populației localității Kucikivka era vorbitoare de ucraineană (98,55%), existând în minoritate și vorbitori de alte limbi.